# Kim Sae-ron
Pour les articles homonymes, voir Kim.
Dans ce nom coréen, le nom de famille, Kim, précède le nom personnel.
Kim Sae-ron, en coréen : 김새론, née le 31 juillet 2000 à Séoul et morte le 16 février 2025 à Séoul à l'âge de 24 ans. Elle est une actrice et mannequin sud-coréenne faisant partie de la YG Entertainment. 

## Biographie

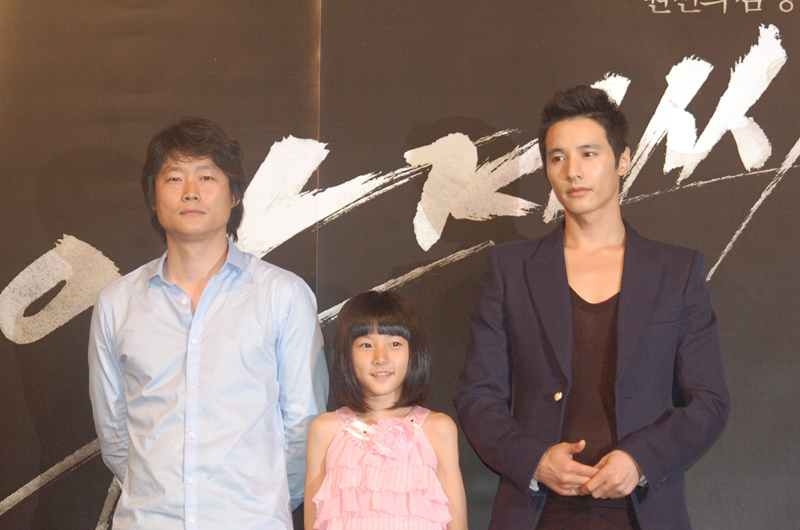
Kim Sae-ron entre Lee Jeong-beom (à gauche) et Won Bin pour le film The Man from Nowhere en 2010.

### Début de carrière
Kim Sae-ron a fréquenté l'école élémentaire Miyang à Séoul et a été diplômée de au lycée Yang-il à Ilsan en février 2016. Elle a ensuite commencé à fréquenter l'école des arts du spectacle de Séoul. En 2018, elle a été admise département des arts du spectacle et des études cinématographiques de l'université Chung-Ang.
Elle commence sa carrière en 2001 en tant qu'enfant modèle.
Kim Sae-ron commence sa carrière d'actrice à l'âge de 9 ans dans A Brand New Life mais s’est surtout fait remarquer dans le film The Man from Nowhere.
Elle a deux sœurs également actrices, Kim A-ron et Kim Ye-ron.
Elle co-présente le Show! Music Core avec Cha Eun-woo et Lee Soo Min.

### Accident en 2022
Un jour de mai 2022, l'actrice conduit en état d'ébriété au quartier de Gangnam à Séoul vers 8 heures du matin et percute plusieurs structures dont un transformateur, des glissières de sécurité et quelques arbres de rue. À la suite de la collision avec le transformateur, l'électricité est coupée à cinquante-sept endroits dont des magasins à proximité et ce, pendant trois heures,. Le lendemain, son agence, Gold Medalist, publie une déclaration disant que « Kim Sae-ron réfléchit profondément à son erreur apparente. Les dommages causés par l'accident sont compensés autant que possible. Je ferai de mon mieux pour assumer mes responsabilités jusqu'au bout. » À la suite de cet accident, elle publie des excuses sur son compte Instagram le 19 mai 2022.
Elle continue de faire l'objet de critiques après qu'elle aurait organisé une fête d'anniversaire pour ses 22 ans dans un bar deux mois après l'accident. Elle aurait également demandé aux invités d'apporter de l'alcool. Le 4 novembre 2022, l'argent qu'elle a accumulé au cours de sa carrière sert à couvrir les frais de réparation et de règlement. Son agence confirme qu'elle a dû prendre un travail à temps partiel pour continuer à couvrir les frais et pour améliorer ses difficultés financières. Elle quitte ce job peu de temps après.
Le 8 mars 2023, le procureur du tribunal du district central de Séoul prononce une amende de 20 millions de wons à la suite des dégâts. Kim fait appel de cette décision demandant à payer 4 millions en raison de ses difficultés financières.
Le 17 avril 2024, Kim annonce son premier retour depuis l'accident au théâtre et jouerait dans la pièce intitulée Dongchimi. Le jour suivant, elle se retire de cette pièce pour des raisons de santé.

### Mort
Kim Sae-ron est retrouvée morte à son domicile de Seongsu-dong dans le district de Seongdong-gu, à Séoul, le 16 février 2025 à l'âge de 24 ans. Son corps est retrouvé par un ami. La police est appelée et confirme son décès. Une enquête est menée, mais aucun signe d'effraction n'est relevé.
Le lendemain, la police conclut à un suicide,.

## Filmographie
- 2009 : Une vie toute neuve : Jinhee
- 2010 : Na-neun Abba-da : Han Min-ji
- 2010 : The Man from Nowhere : Jeong So-mi
- 2011 : Heaven's Garden (série télévisée) : Kang Eun-Soo
- 2011 : Can You Hear My Heart (série télévisée) : Woo Ri (jeune)
- 2011 : Barbie : Soon-Young
- 2012 : Fashion King (série télévisée) : Lee Ga (jeune)
- 2012 : The Neighbors : Yoo Soo-Yeon / Won Yeo-Seon
- 2013 : Manshin: Ten Thousand Spirits (documentaire) : elle-même
- 2014 : A Girl at My Door : Do-Hee
- 2014 : Hi! School: Love On (série télévisée) : Lee Seul-bi
- 2014 : Manhole
- 2015 : Glamorous Temptation (série télévisée) : Shin Eun-soo (jeune)
- 2016 : Mirror of the witch (série télévisée) : Yeon hee
- 2016 : Secret Healer (série télévisée) : princesse Seo-ri / Yeon-hee
- 2021 : The Great Shaman Ga Doo-Shim (série télévisée): Ga Doo Shim
- 2023 : Bloodhound (série télévisée) : Hyun-ju

## Distinctions
- Asian Film Award de la meilleure actrice (2009)
- Korean Film Awards (2010)
- Buil Film Awards (2010)
- Max Movie Awards, South Korea (2010 et 2011)
- MBC Drama Awards (2013)
- Blue Dragon Film Awards (2014)
- Coq d'or (2015)
- Korea Drama Awards (2016 et 2016)
- KBS Drama Awards (2021)